# Red Pill Blues
Red Pill Blues é o sexto álbum de estúdio da banda norte-americana de pop rock Maroon 5. Seu lançamento ocorreu em 3 de novembro de 2017 através das gravadoras 222 Records e Interscope Records. Este é o primeiro lançamento da banda a conter Sam Farrar como membro de estúdio depois dele ter se tornado membro de turnê em 2012.

## Precedentes
A banda começou a trabalhar num novo projeto após três anos apresentando-se ao redor do planeta com a turnê Maroon V Tour. Em 11 de outubro de 2016, a banda lançou o single "Don't Wanna Know", que contém a participação do rapper Kendrick Lamar. Outra faixa, intitulada "Cold", com a participação de Future, foi lançada como single em 14 de fevereiro de 2017. Em março, integrantes da banda começaram a publicar imagens durante o processo de gravação nos estúdios Conway, em Los Angeles, Califórnia.
Durante a cerimônia do Teen Choice Awards de 2017, o líder Adam Levine confirmou que o sexto álbum da banda seria lançado em novembro. Em 6 de outubro de 2017, o alinhamento de faixas do disco, assim como sua pré-venda, foram anunciados.

## Promoção

### Singles
Em 11 de outubro de 2016, a faixa "Don't Wanna Know", com a participação do rapper Kendrick Lamar, foi lançada como single da edição deluxe do álbum. A canção atingiu uma posição de número 6 na tabela musical Billboard Hot 100. Um vídeo musical para a faixa foi lançado em 14 de outubro durante o The Today Show.
O single "Cold", com a participação do rapper Future, foi lançada em 14 de fevereiro de 2017. Seu videoclipe foi lançado 15 de fevereiro de 2017.
O primeiro single oficial de Red Pill Blues, intitulado "What Lovers Do", que contém a participação da cantora SZA, foi lançado em 30 de agosto de 2017 como primeiro single do álbum. O seu videoclipe foi lançado em 28 de setembro.
A faixa "Wait", inicialmente lançada como single promocional, foi enviadas para as rádios contemporary hit em 16 de janeiro de 2018 como segundo single do álbum.
O remix da faixa "Girls Like You" com a participação da rapper Cardi B, foi lançada em 30 de maio de 2018, servindo como terceiro single do álbum.

### Singlespromocionais
A música "Whiskey", com participação do rapper A$AP Rocky, foi lançada no dia 19 de outubro de 2017. "Help Me Out" com participação da cantora e compositora Julia Michaels foi lançado em 23 de outubro. 

### Turnê
Em 26 de outubro de 2017, Maroon 5 anunciou a turnê Red Pill Blues Tour, como data de início marcada para 30 de maio de 2018.

## Lista de faixas
| Edição padrão  |                                               | |                                            |         |  |
| N.º            | Título                                        | Compositor(es)                                                                                                   | Produtor(es)                               | Duração |  |
| 1.             | "Best 4 U"                                    | Adam Levine, Julien Bunetta, John Ryan, Jacob Kasher Hindlin, Alexander Izquerdio, Andrew Haas, Ian Franzino     | Bunetta, Afterhrs, Noah Passavoy           | 3:59    |  |
| 2.             | "What Lovers Do" (participação de SZA)        | Levine, Brittany Talia Hazzard, Solána Imani Rowe, Oladayo Olatunji, Jason Evigan, Victor Rådström, Elina Stridh | Sam Farrar, Ben Billions, Evigan, Passovoy | 3:19    |  |
| 3.             | "Wait"                                        | Levine, Ryan, Hindlin, Ammar Malik                                                                               | Ryan                                       | 3:10    |  |
| 4.             | "Lips on You"                                 | Levine, Charlie Puth, Hindlin, Julia Michaels                                                                    | Puth, Evigan                               | 3:36    |  |
| 5.             | "Bet My Heart"                                | Levine, Ryan, Hindlin, Phil Shaouy                                                                               | Ryan, Phil Paul, Passovoy                  |         |  |
| 6.             | "Help Me Out" (com Julia Michaels)            | Levine, Michaels, Thomas Wesley Pentz, Justin Tranter                                                            | Diplo, Farrar, Passovoy                    | 3:13    |  |
| 7.             | "Who I Am" (participação de LunchMoney Lewis) | Levine, Eric Frederic, Malik, Gamal Lewis, John Theodore Geiger II, Ryan, Hindlin                                | Ricky Reed                                 | 3:03    |  |
| 8.             | "Whiskey" (participação de ASAP Rocky)        | Levine, Rakim Mayers, Ryan, Hindlin, Tinashe Sibanda                                                             | Ryan, JKash                                | 3:30    |  |
| 9.             | "Girls Like You"                              | Levine, Henry Walter, Hazzard, Eivgan, Gian Stone                                                                | Cirkut, Evigan                             | 3:35    |  |
| 10.            | "Closure"                                     | Levine, Ryan, Hindlin, Mallik, Shaouy                                                                            | Ryan, Paul, Passovoy                       | 11:28   |  |
| Duração total: | Duração total:                                | Duração total:                                                                                                   | Duração total:                             | 42:09   |  |

| Edição deluxe estadunidense |                                                     | |                                        |         |  |
| N.º                         | Título                                              | Compositor(es)                                                                                                  | Produtor(es)                           | Duração |  |
| 11.                         | "Denim Jacket"                                      | Levine, James Alan Ghaleb, Peter Kelleher, Tom Barnes, Ben Kohn, Oscar Gorres, Hindlin                          | TMS, OzGo                              | 3:52    |  |
| 12.                         | "Visions"                                           | Levine, Ryan Ogren, Nick Bailey, Jared Watson, Dustin Bushnell                                                  | Ogren, Bailey                          | 3:50    |  |
| 13.                         | "Plastic Rose"                                      | Levine, Ghaleb, Gorres, Hindlin                                                                                 | OzGo                                   | 3:42    |  |
| 14.                         | "Don't Wanna Know" (participação de Kendrick Lamar) | Levine, Benjamin Levin, Ryan, Hindlin, Malik, Kurtis McKenzie, Jon Mills, Alex Ben-Abdallah, Kendrick Duckworth | Benny Blanco, The Arcade, Louie Lastic | 3:34    |  |
| 15.                         | "Cold"                                              | Levine, Ryan, Kasher, Tranter, Shaouy                                                                           | JKash, Paul, Ryan                      | 3:54    |  |
| Duração total:              | Duração total:                                      | Duração total:                                                                                                  | Duração total:                         | 61:01   |  |

## Créditos e pessoal
Maroon 5
- Adam Levine – vocais principais, composição
- Jesse Carmichael – guitarra, teclado, composição
- Mickey Madden – baixo elétrico
- James Valentine – guitarra rítmica e principal
- Matt Flynn – tambor, percussão
- PJ Morton – teclado
- Sam Farrar – produção